# Pasanggrahan (Solear)
Pasanggrahan is een bestuurslaag in het regentschap Tangerang van de provincie Banten, Indonesië. Pasanggrahan telt 15.717 inwoners (volkstelling 2010).